# Sud-Est (Haïti)
Sud-Est (Haïtiaans-Creools: Sidès, Nederlandse vertaling: Zuidoost) is een van de 10 departementen van Haïti. Het heeft 633.000 inwoners op een oppervlakte van 2000 km². De hoofdstad is Jacmel. 
Het wordt begrensd door de departementen Ouest en Nippes, en door de Caribische Zee.

## Grondgebied
Het grondgebied dat nu door het departement Artibonite wordt ingenomen, behoorde onder de Taíno's tot het cacicazgo Xaragua.

## Indeling
Het departement is opgedeeld in 3 arrondissementen:
1. Bainet
2. Belle-Anse
3. Jacmel

## Sociaal-economisch[2]

### Algemeen
De jaarlijkse bevolkingsgroei is 4,5% (urbaan), 0,3% (ruraal), totaal: 1,0%.

### Onderwijs
In 43% van de gemeenten van het departement is de toegang tot basisonderwijs precair. Het analfabetisme in het departement bedraagt 53% voor mannen, 71% voor vrouwen, totaal: 63%.
Voor het primair onderwijs is de bruto scholingsgraad 118%, de netto scholingsgraad 51%. Deze cijfers wijzen op een grote repetitie van schooljaren. Voor het middelbare onderwijs is de bruto scholingsgraad 22% en de netto scholingsgraad 13%.
Van de inwoners van het departement heeft 54% geen enkele scholing afgemaakt, 37% het basisonderwijs, 8% het middelbaar onderwijs en 0% het hoger onderwijs.

### Gezondheid
In 59% van de gemeenten van het departement is de toegang tot basisgezondheidszorg precair. De kindersterfte bedraagt 90,4 op de 1000. In het departement lijdt 25% van de bevolking aan ondervoeding, en 9% aan ernstige ondervoeding.
In 71% van de gemeenten is de toegang tot drinkwater precair. De belangrijkste manier om aan drinkwater te komen is via natuurlijke bronnen of rivieren.
In 78% van de gemeenten is de toegang tot riolering precair.